# Northwestern Pacific Railroad

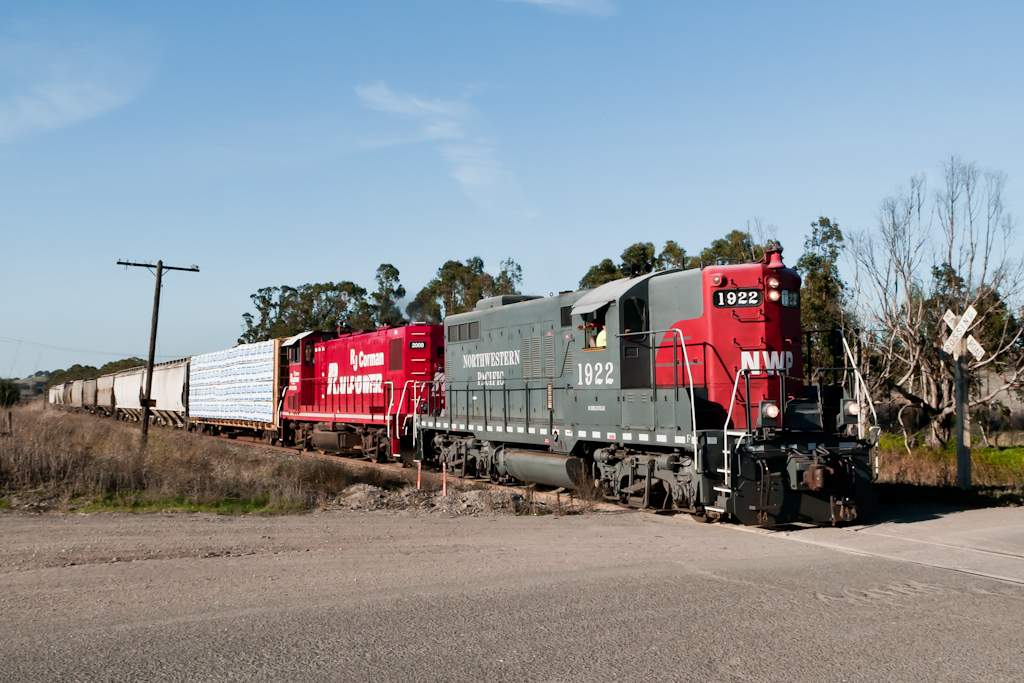
Northwestern Pacific Railroad

De Northwestern Pacific Railroad (reporting mark: NWP) is een regionale spoorlijn langs de noordkust van de Amerikaanse staat Californië. De 436 kilometer lange lijn loopt van Schellville in Sonoma County naar Eureka in het uiterste noordwesten van de staat. Momenteel is slechts het deel tussen Schellville en Windsor – het zuidelijkste deel van de route – in gebruik door goederentreinen. De lijn wordt sinds 1996 uitgebaat door de North Coast Railroad Authority (NCRA).
Er zijn plannen om de operaties stapsgewijs uit te breiden naar het noorden en om de sporen tussen Windsor en San Rafael (in Marin County) open te stellen voor de geplande forensentreinen van Sonoma-Marin Area Rail Transit (SMART).